# Station Abancourt
Station Abancourt is een spoorwegstation in de Franse gemeente Abancourt.

## Treindienst
| Serie | Treinsoort | Route                                                                                         | Bijzonderheden |
| ----- | ---------- | --------------------------------------------------------------------------------------------- | -------------- |
| K 45  | TER (SNCF) | Lille-Flandres – Douai – Arras – Albert – Amiens – Saint-Roch – Abancourt – Rouen-Rive-Droite |                |
| P 30  | TER (SNCF) | Beauvais – Abancourt – Eu – Tréport-Mers                                                      |                |
| P 45  | TER (SNCF) | Amiens – Saint-Roch – Abancourt – Rouen-Rive-Droite                                           |                |